# Albert Eckhout
Albert Eckhout (ca. 1610 i Groningen – 1665) var en nederlandsk maler, som primært malede portrætter og stilleben.
Eckhout var blandt de første europæiske malere, der malede scener fra den Nye Verden. Størstedelen af hans arbejder findes på Nationalmuseet i København. Kunsthistorisk betragtes hans malerier som en del af barokken.

## Hollandsk Brasilien
Fyrst Johan Moritz af Nassau-Siegen inviterede i 1636 Albert Eckhout til Hollandsk Brasilien og ansatte ham til at male landskaber, flora, fauna og indbyggere – både slaver, indfødte og mulatter. Albert Eckhout malede 8 billeder i naturlig størrelse af mennesker, 12 stilleben og et endnu større billede af dansende indfødte. I 1644 vendte han tilbage til Europa med portrætterne, som for mange europæere blev deres første introduktion til, hvordan den Nye Verden så ud.